# Ron Glass

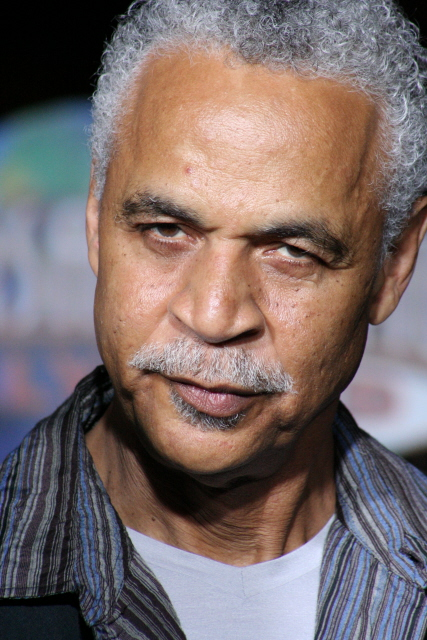
Ron Glass bei der Premiere von Serenity (2005)

Ronald E. Glass (* 10. Juli 1945 in Evansville, Indiana; † 25. November 2016 in Los Angeles, Kalifornien) war ein US-amerikanischer Schauspieler. Er ist vor allem für seine Rolle des Detective Ron Harris in der Sitcom Barney Miller und die Darstellung des Shepherd Derrial Book in der Fernsehserie Firefly – Der Aufbruch der Serenity bekannt.

## Leben
Ron Glass wuchs in Evansville auf. Nach seinem Highschoolabschluss 1964 studierte er an der University of Evansville. Er schloss sein Studium mit einem B.A. in Schauspiel und Literatur ab.
Sein Bühnendebüt gab er 1968 am Guthrie Theater in Minneapolis. Auch nach dem Beginn seiner Fernsehkarriere trat er vereinzelt im Theater auf. So spielte er 1994 in Steve Tesichs Stück The Speed of Darkness einen Vietnam-Veteranen. Für diese Rolle wurde er mit einem Hollywood-Beverly Hills NAACP Theatre Award ausgezeichnet.
Nach seinem ersten Fernsehauftritt in einer Folge von Sanford and Son 1972 folgten weitere Gastrollen in verschiedenen Fernsehserien. Von 1975 bis 1982 gehörte er dann zur festen Besetzung der Sitcom Barney Miller. Für seine Rolle des Detective Ron Harris wurde Glass 1975 für einen Emmy nominiert. Weitere Auftritte in Fernsehserien und -filmen folgten.
2002 spielte Glass in der Serie Firefly – Der Aufbruch der Serenity Shepherd Derrial Book, einen christlichen Geistlichen mit einer geheimnisvollen Vergangenheit. Auch in dem auf der Serie basierenden Kinofilm Serenity – Flucht in neue Welten übernahm er diese Rolle.
Glass engagierte sich im Vorstand des Al Wooten Jr. Heritage Center in Los Angeles, das sich für Kinder und Jugendliche an sozialen Brennpunkten einsetzt.

## Filmografie (Auswahl)
- 1972, 1974: Sanford and Son (Fernsehserie, 2 Folgen, verschiedene Rollen)
- 1974: The New Perry Mason (Fernsehserie, Folge The Case of the Tortured Titan)
- 1975–1982: Barney Miller (Fernsehserie, 164 Folgen)
- 1981: Hart aber herzlich (Hart to Hart; Folge Hartland Express)
- 1995: Der Hausfreund (Houseguest)
- 2002–2003: Firefly – Der Aufbruch der Serenity (Firefly, Fernsehserie, 14 Folgen)
- 2005: Serenity – Flucht in neue Welten (Serenity)
- 2008: Lakeview Terrace
- 2010: Sterben will gelernt sein (Death at a Funeral)
- 2013–2014: Marvel’s Agents of S.H.I.E.L.D. (Fernsehserie, 2 Folgen)